# Esceva (esclau)
Esceva (llatí: Scaeva) va ser un esclau de Quint Crotó, i considerat l'autor material de l'assassinat del tribú de la plebs Apuleu Saturní l'any 100 aC.
Per aquest fet el senat romà el va recompensar amb la llibertat.